# Spaceguard

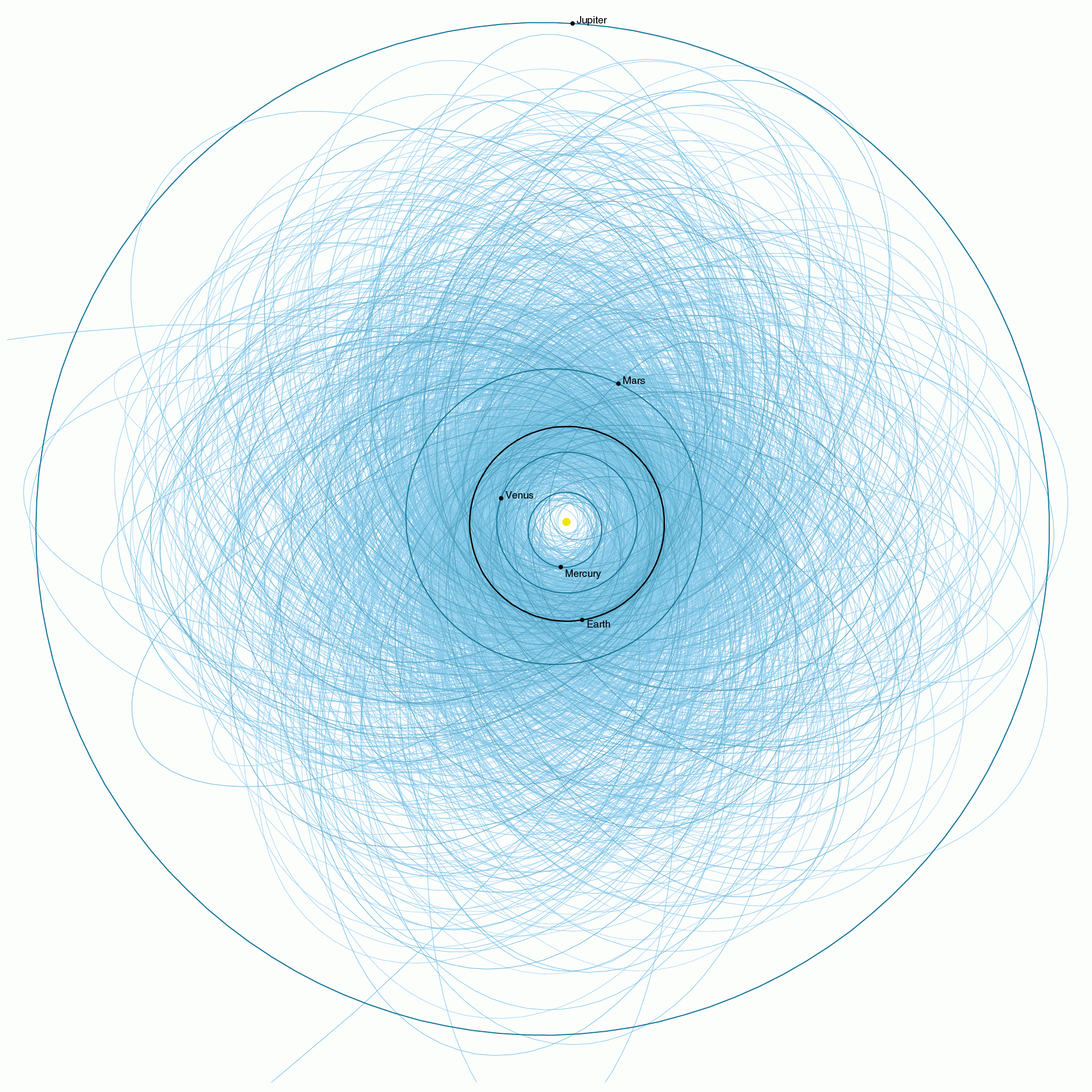
Gráfico com as órbitas de Objeto potencialmente perigoso conhecidos (tamanho maior que 140 metros e que passaram dentro dos 7.6 milhões de kilometros da órbita Terrestre) no início de 2013 (imagem alternativa).

O Spaceguard é um projeto criado pela NASA para mapear as órbitas dos chamados Objetos Próximos da Terra de forma a identificar objetos celestes que podem colidir com a Terra. O objetivo é identificar a rota de todos os objetos próximos da Terra com mais de um quilômetro de diâmetro que podem entrar em colisão com o planeta e causar uma destruição em escala global.
Em entrevista a Revista Galileu, o astrônomo David Morrison, ex-diretor científico da Nasa e pai deste projeto disse que "a estratégia é montar um catálogo com as órbitas destes objetos. Assim, podemos identificar potenciais problemas com, no mínimo, algumas décadas de antecedência".
Conforme Ted Nield, geólogo britânico e ex-presidente da Associação dos Escritores Britânicos de Ciência, desde que o projeto foi criado em 1998, já foram identificados 75% destes corpos.